# Mederico
Mederico (em latim: Mederichus) foi um rei alamano ativo durante a segunda metade do século IV. Era irmão de Conodomário e pai de Agenarico, que mais tarde rebatizou como Serapião em homenagem ao deus pagão Serápis. Esteve entre os comandantes que lutaram em 357 na decisiva batalha de Argentorato contra o césar Juliano e sabe-se que permaneceu algum tempo como refém na Gália.